# 维诺赫拉多韦 (赫尔松区)
維諾赫拉多韋（烏克蘭語：Виноградове），或按俄语译为维诺格拉多沃，是烏克蘭南部赫爾松州赫尔松区维诺赫拉多韦市镇的村落及其行政中心。始建於1794年，面積248.4平方公里，海拔高度36米，2001年人口4,636，人口密度每平方公里18.7人。